# Yavo Yom
 (хебр. יבוא יום; у преводу Доћи ће дан) песма је на хебрејском језику која је у извођењу Мотија Гиладија и Сарај Цуриел представљала Израел на Песми Евровизије 1983. у Бергену. Било је то дванаесто по реду учешће Израела на том такмичењу. Јорам Задок је компоновао музику за песму, док је текст на хебрејском језику написао Моти Гилади. 
Током финалне вечери Евросонга која је одржана 3. маја у дворани Grieghallen у норвешком Бергену, израелска песма је изведена 11. по реду, а оркестром је током наступа уживо дириговао Јорам Задок. Након гласања чланова стручног жирија из свих земаља учесница, израелски представници су са укупно 7 бодова заузели претпоследње, 19. место, добивши бодове од жирија из свега три земље. Био је то уједно и најлошији пласман Израела на Песми Евровизије у дотадашњој историји учешћа. 

## Поени у финалу
| 12 поена   | 10 поена | 8 поена | 7 поена | 6 поена              |
| ---------- | -------- | ------- | ------- | -------------------- |
| —          | —        | —       | —       | —                    |
| 5 поена    | 4 поена  | 3 поена | 2 поена | 1 поен               |
| Швајцарска | —        | —       | —       | Француска · Норвешка |